# Колоњола (Лука)
Колоњола (итал. Colognola) је насеље у Италији у округу Лука, региону Тоскана.
Према процени из 2011. у насељу је живело 124 становника. Насеље се налази на надморској висини од 579 м.